# رامون بيري
رامون بيري (بالإنجليزية: Ramon Bieri)‏ مواليد 16 يونيو 1929 في كونيتيكت، الولايات المتحدة - الوفاة 27 مايو 2001 في لوس أنجلوس، كاليفورنيا، الولايات المتحدة، هو ممثل أمريكي.

## الأعمال
- هوجانز هيروز
- ميشين إمبوسيبول
- بونانزا
- المحادثة
- فتى فريسكو
- ريدز

## روابط خارجية
- رامون بيري على موقع IMDb (الإنجليزية)
- رامون بيري على موقع قاعدة بيانات برودواي على الإنترنت (الإنجليزية)
- رامون بيري على موقع قاعدة بيانات الفيلم (الإنجليزية)